# Ben Lerner
Benjamin S. Lerner (Estats Units d'Amèrica, 4 de febrer de 1979) és un poeta, novel·lista, assagista, i crític estatunidenc. Ha rebut una beca Fulbright, ha estat finalista del National Book Award, beneficiari de beques de la Howard Foundation i de la Fundació Guggenheim. Actualment, gaudeix d'una de les Beques MacArthur Company. El 2011 va guanyar el Preis der Stadt Münster für internationale Poesie, i així es va convertir en el primer estatunidenc a rebre aquest honor. És professor de la Universitat de Brooklyn, on va ser anomenat Distinguished Professor d'anglès el 2016.

## Obra publicada

### Poesia
- The Lichtenberg Figures.  Copper Canyon Press, 2004. ISBN 9781619320734.
- Angle of Yaw.  Copper Canyon Press, 2006. ISBN 9781556592461.
- Mean Free Path.  Copper Canyon Press, 2010. ISBN 9781619320741.
- No Art, 2016. Collection of previous three volumes.

### Ficció
- Leaving the Atocha Station, Coffee House Press, 2011. ISBN 9781566892926
- 10:04, Faber and Faber, 2014. ISBN 978-0865478107[3]

### No ficció
The Hatred of Poetry. FSG Originals, 2016.

## Premis i reconeixements
- 2003 – Hayden Carruth Award[4]
- 2003–2004 – Fulbright Fellowship[5]
- 2006 – Finalista, National Book Award[6] for Angle of Yaw.
- 2006 – Finalista, Northern California Book Awards for Angle of Yaw[7]
- 2007 – Kansas Notable Book for Angle of Yaw
- 2010–2011 – Howard Foundation Fellowship[8]
- 2011 – Preis der Stadt Münster für internationale Poesie[1]
- 2011 – Finalista, Los Angeles Times Book Award for first fiction[9]
- 2012 – Finalista, Young Lions Prize of the New York Public Library[10]
- 2012 – The Believer Book Award
- 2012 – Finalista, William Saroyan International Prize for Writing[11]
- 2012 – Finalista, PEN/Bingham Award[12]
- 2013 – Finalista, James Tait Black Memorial Prize[13]
- 2013 – Guggenheim Fellowship
- 2014 – Terry Southern Fiction Prize from The Paris Review
- 2014 – Finalista, Folio Prize[14]
- 2015– Winner, MacArthur Foundation Fellowship